# Sabrina (1954.)
Sabrina je film iz 1954. kojeg je režirao Billy Wilder. Wilder, Samuel Taylor i Ernest Lehman preradili su i prilagodili Taylorovu dramu Sabrina Fair za snimanje filma (u Ujedinjenom Kraljevstvu naslov filma je Sabrina Fair). Glavne uloge u filmu tumače Humphrey Bogart, Audrey Hepburn i William Holden.

## Radnja
Sabrina Fairchild (Hepburn) mlada je kći vozača obitelji Larabee, Thomasa (John Williams). Cijeli je život zaljubljena u Davida Larabeeja (Holden). David je neženja, plejboj i ženskar koji nikad nije primjećivao Sabrinu. Nakon školovanja u kulinarskoj školi u Parizu Sabrina se vraća kući kao veoma atraktivna i profinjena žena i brzo počinje privlačiti Davida. Davidov stariji brat i radoholičar Linus (Bogart) to primijeti i boji se da bi Davidovo skoro vjenčanje s veoma bogatom ženom moglo biti ugroženo. Ako vjenčanje bude otkazano propast će i poslovni planovi s obitelji mlade. Zato Linus pokušava Sabrininu pažnju i zanimanje skrenuti na sebe, ali usput se zaljubljuje u nju.

## Iza kamera
Isprva je ulogu Linusa Larabeeja trebao tumačiti Cary Grant, ali on ju je odbio zbog nemogućnosti usklađivanja obveza, pa je ulogu preuzeo Bogart.
Tijekom produkcije filma, Hepburn i Holden su imali kratku romansu. U međuvremenu, Bogart se žalio da je Hepburn potrebno previše pokušaja kako bi točno izrekla svoje dijelove dijaloga te je isticao njezino neiskustvo, međutim, njegovo ponašanje prema Hepburn je bilo bolje od ponašanja prema ostalim članovima filmske ekipe.
Iako je Edith Head osvojila Oscara za najbolju kostimografiju, većinu je kreacija koje je nosila Audrey Hepburn napravio Hubert de Givenchy i zvijezda ih je sama odabrala. Edith Head odbila je mogućnost da se uz nju na odjavnoj špici pojavi i Givenchyjevo ime pa je njoj pripala zasluga za kostime, iako su glasači Filmske akademije očito glasali za kostime Audrey Hepburn. Međutim, Edith Head nije odbila Oscara. Ovim je filmom započela dugogodišnja suradnja između Givenchyja i Hepburn.

## Nagrade i priznanja
Sabrina je nominirana za šest Oscara uključujući i nominaciju za najboljeg redatelja, najbolju glumicu (Hepburn) i najbolji adaptirani scenarij. Međutim, jedina je dobitnica bila Edith Head i to za najbolju kostimografiju.
Godine 2002. Kongresna knjižnica u Washingtonu je film proglasila "kulturnim dobrom" i izabrala ga za čuvanje u Nacionalnoj kinoteci Sjedinjenih Američkih Država.

## Kritike
Kritika je većinom pozitivno ocijenila "Sabrinu", makar nije propustila napomenuti i da je malo premlaka za majstora komedije Billya Wildera, tako da je Gregory Weinkauf komentirao kako se radi o "poluklasiku". U svojoj recenziji filma Brian Webster je napisao: "Neki filmovi su tako slatki i zabavni da nam je lako ignorirati njihovu konceptualnu nemogućnost" a John J. Puccio: "Ovo zapravo i nije uvjerljiva priča osim u nekim nategnutim mislima mašte. No ako možete prihvatiti romansu iz fantazije i humor, film će vas bogato nagraditi". Slavni James Berardinelli je također hvalio film: "Film je oslabljen nemaštovitim scenarijem... No ipak uspijeva biti šarmantna, dražesno romantična varijanta Pepeljuge".

## Vanjske poveznice
- Sabrina u internetskoj bazi filmova IMDb-a
- Recenzije na Rottentomatoes.com